# André Sivade
 (décembre 2010).
Si vous disposez d'ouvrages ou d'articles de référence ou si vous connaissez des sites web de qualité traitant du thème abordé ici, merci de compléter l'article en donnant les références utiles à sa vérifiabilité et en les liant à la section « Notes et références ».
André Sivade (1876-1950) est un peintre postimpressionniste français.

## Biographie
André Sivade est un peintre français d'origine provençale, né à Nice en 1876.
Sa signature varie de "Andreo ou Dreo Sivad" à André Sivade. Certains tableaux portent le monogramme "AS".
Il monte vers 1898 à Paris où il fréquente des ateliers dont il peint les scènes, ainsi que des portraits et des vues de Paris.
Ses techniques préférées sont l'huile et le pastel sec. Il fut influencé par les fauves.
Il expose au Salon des indépendants de 1909 à 1930, principalement des paysages du Midi.
Il fut marié à une autrichienne de laquelle il fit le portrait intitulé "Nelly" et parrain de la pianiste Yvonne Loriod, épouse du compositeur Olivier Messiaen, laquelle fut légataire de Sivade.
Il meurt à Paris en 1950 des suites d'une amputation.

Dernière exposition Paris  Galerie 53 "Un quart d'heure avant la fin d'un monde", oeuvre exposée: La Montagne Sainte Victoire Huile sur toile signée datée Août 1914